# 丹尼斯托恩冰川
丹尼斯托恩冰川是南極洲的冰川，位於維多利亞地的威廉斯角和阿代爾角之間，全長80公里，該冰川由英國探險隊繪入地圖。
71°11′S 168°0′E / 71.183°S 168.000°E